# Mike Connors
Mike Connors (született Krekor Ohanian) (Fresno, Kalifornia, 1925. augusztus 15. – Tarzana, Kalifornia, 2017. január 26.) Golden Globe-díjas örmény származású amerikai színész.

## Filmjei

### Mozifilmek
- Hirtelen félelem (Sudden Fear) (1952)
- Öt fegyveres a nyugaton (Five Guns West) (1955)
- Tízparancsolat (The Ten Commandments) (1956)
- A helyzet reménytelen, de komolytalan (Situation Hopeless... But Not Serious) (1956)
- Ökölharcos (Fist Fighter) (1989)
- James Dean: Végzetes száguldás (James Dean: Live Fast, Die Young) (1997)
- Senki nem tud semmit (Nobody Knows Anything!) (2003)

### Tv-filmek
- Éjféli leszámolás (High Midnight) (1979)
- Újra nyomoz a páros (Hart to Hart Returns) (1993)

### Tv-sorozatok
- Maverick (1957, két epizódban)
- Perry Mason (1964, egy epizódban)
- Mannix (1967–1975, 194 epizódban)
- Szerelemhajó (The Love Boat) (1981–1982, négy epizódban)
- A sas felszáll (War and Remembrance) (1988–1989, négy epizódban)
- Gyilkos sorok (Murder, She Wrote) (1989, 1995, három epizódban)
- Mókás hekus (The Commish) (1993, egy epizódban)
- Halálbiztos diagnózis (Diagnosis Murder) (1997, egy epizódban)
- Walker, a texasi kopó (Walker, Texas Ranger) (1998, egy epizódban)
- Herkules (Hercules) (1998–1999, 10 epizódban)
- Két pasi – meg egy kicsi (Two and a Half Men) (2007, egy epizódban)

## További információ
- Mike Connors a PORT.hu-n (magyarul)
- Mike Connors az Internetes Szinkronadatbázisban (magyarul)
- Mike Connors az Internet Movie Database-ben (angolul)
- Mike Connors a Rotten Tomatoeson (angolul)